# Bulletin de la Société de Borda
Le bulletin de la Société de Borda  (ISSN 0337-0267) est une revue éditée par la société de Borda.

## Présentation
On y trouve des articles originaux et détaillés dédiés à tous les domaines de connaissance concernant le département des Landes (histoire, géographie, hydrographie, archéologie..) ainsi que des bibliographies d'ouvrages régionaux.
Les bulletins ont été publiés de 1876 à aujourd'hui. Deux Tables générales du Bulletin (1876-2001) et (2002-2021) donnent la liste des articles et chroniques par auteurs, thèmes, lieux et personnes. L'intégralité des bulletins de 1876 à 1911 et de 1913 à 1945 sont disponibles en libre accès sur Gallica (BNF), et les index de 2001 à aujourd'hui sont disponibles en libre accès sur le site de la société.